# Philippe Sarde
Philippe Sarde (ur. 21 czerwca 1948 w Neuilly-sur-Seine) – francuski kompozytor muzyki filmowej. Był jedenastokrotnie nominowany do Cezara za najlepszą muzykę, co zaowocowało jedną statuetką (za ścieżkę dźwiękową do filmu Barok). Otrzymał również nominację do Oscara za film Tess.

## Życiorys
Sarde urodził się w Neuilly-sur-Seine w departamencie Hauts-de-Seine. Zasiadał w jury konkursu głównego na 41. MFF w Cannes (1988). Jego bratem jest producent filmowy Alain Sarde.
Podczas swojej kariery współpracował między innymi z Romanem Polańskim, tworząc muzykę do obrazów Tess (1979), Lokator (1976) i Piraci (1986).

## Filmografia
- 1973: Pociąg (Le train)
- 1973: Wielkie żarcie (La grande bouffe)
- 1976: Lokator (Le locataire)
- 1976: Barok (Barocco)
- 1976: Sędzia i zabójca (Le juge et l'assassin)
- 1977: Le Crabe-tambour
- 1978: Taka zwykła historia (Une histoire simple)
- 1979: Tess
- 1981: Walka o ogień (La guerre du feu)
- 1983: Historia Piery (Storia di Piera)
- 1986: Piraci (Pirates)
- 1987: Niewinni (Les innocents)
- 1990: Władca much (Lord of the Flies)
- 1993: Mała apokalipsa (La petite apocalypse)
- 1994: Córka d’Artagnana (La fille de d’Artagnan)
- 1995: Nelly i pan Arnaud (Nelly & monsieur Arnaud)
- 1997: Na ostrzu szpady (Le bossu)
- 2003: Zabłąkani (Les égarés)
- 2007: Świadkowie (Les témoins)
- 2010: Księżniczka Montpensier (La princesse de Montpensier)